# Klášter Stična

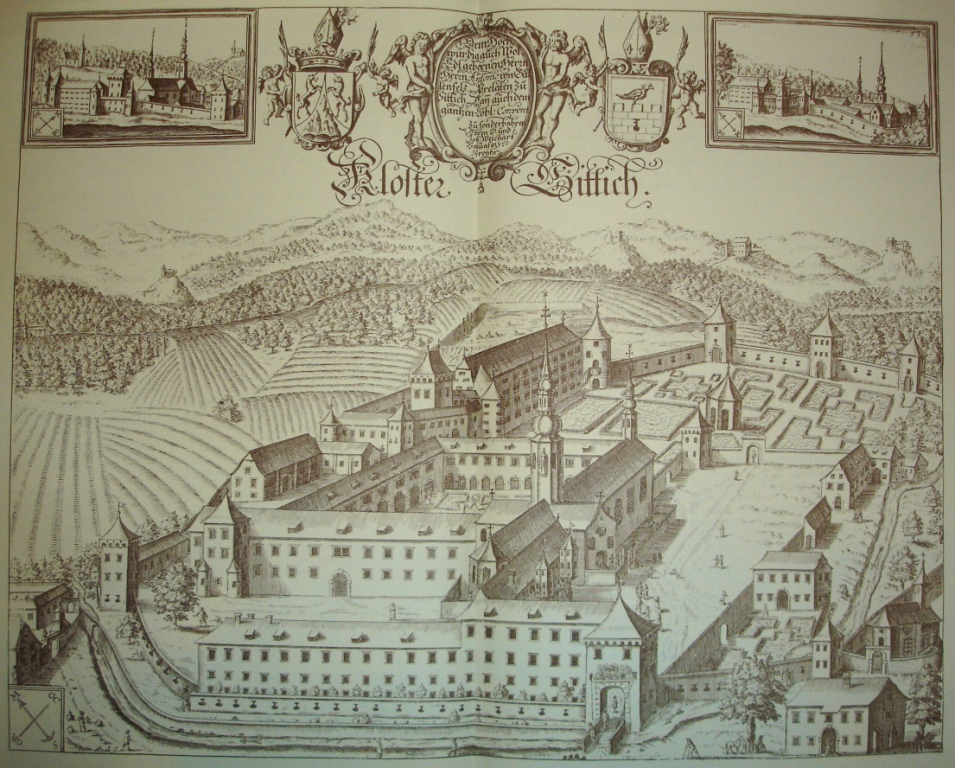
Klášter Stična (stav v 17. století)

Klášter Stična (slovinsky Cistercijanski samostan Stična) je cisterciácký klášter na území města Višnja Gora, asi 30 km od hlavního města Lublaně ve Středoslovinském regionu.

## Historie
Klášter byl založen roku 1136 a je nejstarším slovinským klášterem. Fundátorem byl akvilejský patriarcha a nové cisterciácké založení brzy získalo na hospodářské a náboženské významnosti, která přetrvala až do současnosti.
Vzdělání ve zdejším klášteře zřejmě získal kraňský hudební skladatel období pozdní renesance, Jacobus Gallus (1550-1591 v Praze)

## Evropské dědictví
Tento klášter je součástí skupiny Cisterscapes (krajiny v okolí cisterciáckých klášterů). Tento soubor  byl začleněn do Evropského dědictví 17. dubna 2024.